# Гарольд Лухноу
Гарольд Вільям Лухноу (англ. Harold William Luhnow; 25 вересня 1895 — 14 серпня 1978) — американський бізнесмен, філантроп і політичний активіст. Він найбільш відомий своїм керівництвом впливовим Фондом Вільяма Волкера в період між 1947 і 1962 роками в США.

## Життєпис
Гарольд Лухноу народився 25 вересня 1895 року в Чикаго, в сім'ї Вільяма Лухноу та Емми Волкер Лухноу. Батько Гарольда був підприємцем у сфері вугільної промисловості, а мати — рідної сестрою меблевого магната Вільяма Волкера. Гарольд був одним із шести синів в сім'ї Лухноу. У Чикаго Гарольд відвідував Інститут Льюїса (зараз — Іллінойський інститут технології), який тоді функціонував як приватна школа, яка готувала учнів до вступу до вищих навчальних закладів. Він закінчив Інститут Льюїса у 1913 році.
У 1913 році Лухноу вступив до Сільськогосподарського коледжу штату Канзас (зараз — Університет штату Канзас), який закінчив у 1917 році. Під час Першої світової війни Лухноу проходив альтернативну військову службу. Зокрема, він служив на військовому посту «Джефферсон-Барракс» в Міссурі, а потім його призначили до кулеметної роти 21-ого піхотного полку, який розквартировувався у Сан-Дієго, Каліфорнія. Звільнившись з армії у 1919 році, Лухноу був проїздом у Канзас-Сіті, Міссурі, де зустрівся із своїм дядьком, головою та власником меблевої компанії William Volker & Co Вільямом Волкером, і той запропонував Лухноу працювати клерком у його компанії. Так Лухноу почав свій кар'єрний шлях у William Volker & Co. У 1921 році Лухноу очолив представництво компанії у Далласі, Техас. У 1928 році Лухноу повернувся до Канзас-Сіті і став комерційним директором William Volker & Co.
У 1932 році Вільям Волкер виділив половину своїх статків на заснування благодійного Фонду Вільяма Волкера. Гарольд Лухноу став завідувачем фінансів Фонду. У Канзас-Сіті Лухноу долучився до міського політичного життя та до боротьби з місцевим впливовим політичним босом Томом Пендерґастом. У 1934 році Лухноу очолив Національний молодіжний рух — організацію, що мала на меті знищити вплив Пендерґаста. У 1938 році Лухноу був фінансовим головою Ліги незалежних виборців, і використовуючи свою посаду також намагався боротись проти домінування Пендерґаста.
По мірі того, як стан його здоров'я погіршувався, Вільям Волкер все більше відходив від справ та делегував свої обов'язки Гарольду Лухноу. У 1938 році Вільям Волкер пішов у відставку з посади голови William Volker & Co, і компанію очолив Лухноу. Лухноу також продовжував боротись проти Тома Пендерґаста. Лухноу із однодумцями, за допомогою Інституту громадянських досліджень (англ. Civic Research Institute), який фінансувався Фондом Вільяма Волкера, вимагав аудиту муніципальних фінансів Канзас-Сіті. Крім того Лухноу очолив Статутну партію (англ. Charter Party), яка проводила кампанію з відкликання посадовців тодішнього місцевого уряду. Коли петиції про відкликання посадовців були відхилені, Лухноу очолив координаційну роботу різних груп, які об'єднались у Об'єднаний комітет кампанії (англ. United Campaign Committee).
Метою Об'єднаного комітету кампанії було, зокрема, змінити Статут Канзас-Сіті з тим, щоб обмежити строки перебування на посаді муніципальних посадовців з чотирьох років до двох. Кампанія виявилась успішною: за допомогою Комітету була прийнята поправка до Статуту Канзас-Сіті, і строки перебування на посаді були зменшені. Це призвело до відставки у 1940 році уряду, що знаходився під впливом Тома Пендерґаста.
У 1943 році Лухноу балотувався до Конституційного Конвенту Міссурі. У 1944 році Лухноу стає президентом Фонду Вільяма Волкера. Коли Вільям Волкер помер у 1947 році, Лухноу очолив і меблеву компанію, і благодійний фонд. Він почав змінювати напрямок діяльності Фонду: Фонд перейшов від фінансування місцевих проектів у Канзас-Сіті до фінансової підтримки інтелектуалів. За головування Лухноу Фонд перетворився на ідеологічний проект, який надавав перевагу благодійним організаціям, освітнім програмам і академікам, які критично ставились до субсидованих урядом соціальних програм і підтримували поширення нерегульованих ринків. Поступово Лухноу тихо перетворив фонд на головного прихильника інтелектуалів-антидержавників.
На формування світогляду Лухноу мав вплив, зокрема, дослідник урядування та лібертаріанський активіст Лорен Міллер, який працював із Вільямом Волкером над заснуванням Інституту громадських досліджень. Міллер відкрив Лухноу ідеї класичного лібералізму. Крім того на Лухноу вплинула книга економіста Австрійської школи Фрідріха Гаєка «Шлях до рабства». У 1945 році Лухноу познайомився із Гаєком, коли той був у турі з лекціями у США. Промова Гаєка у Економічному клубі в Детройті вразила Лухноу. Лухноу запропонував Гаєку здійснити дослідження вільного ринку в США. Він сподівався, що результатом такої роботи створення своєрідної «Біблії» вільного ринку. Лухноу також настільки прагнув привезти Гаєка до США, що навіть погодився платити тому зарплатню у якомусь навчальному закладі. Гаєк розглядав декілька варіантів, і у жовтні 1948 року його погодився найняти Комітет із соціальної думки при Чиказькому університеті. Водночас Гаєк рекомендував організувати перехід до Чиказького університету вченого-юриста Аарона Діректора, з тим, що він міг співпрацювати з економістом Мілтоном Фрідманом. Фонд Вільяма Волкера забезпечив фінансування 5-річної заробітної платні Діректору в Чиказькому університеті. За допомогою Лухноу в США була влаштована кар'єра іншого економіста Австрійської школи Людвіга фон Мізеса: він став позаштатним професором у Нью-Йоркському університеті, і заробітну платню отримував від Фонду Вільяма Волкера.
Під керівництвом Лухноу співробітники Фонду Вільяма Волкера методично шукали і встановлювали зв'язки між інтелектуалами, які розділяли номінально лібертаріанську або консервативну філософію. Хоча зусилля здебільшого зосереджувались на вербуванні економістів вільного ринку, Фонд також фінансував дослідження культурних консерваторів, які критикували колективізм і будь-які форми державного примусу. Поступово Лухноу схилявся до більш консервативної ідеології. В нього почали виникати непорозуміння із Аароном Діректором через те, що Діректор критикував монополії. Для Діректора, який дотримувався класичної ліберальної доктрини, монополії були загрозою для конкурентного та вільного ринку. Але для Лухноу «свобода» означала свободу корпорацій (будь-якого розміру) діяти, як їм заманеться, у тому числі перетворюватися на монополії.
У 1952 році Лухноу перевів бізнес та Фонд до Бурлінгейму, Каліфорнія. На початку 1960-х Лухноу потрапив під вплив Айвена Бірлі, відданого християнина, який переконав Лухноу, що співробітники Фонду Вільяма Волкера були групою атеїстів і анархістів, і застеріг від їхнього впливу на фонд. Бірлі сам пережив щось на зразок релігійного пробудження після того, як наприкінці 1950-х років познайомився з ідеями американського теолога Русаса Рашдуні. До Бірлі співробітники традиційно уникали обговорення релігійних питань, тому що вони намагалися вербувати та виховувати інтелектуалів дуже різного релігійного походження. У 1950-х роках фонд підтримував відомих атеїстів, таких як Маррей Ротбард, і співпрацював з католиками, пов'язаними з такими організаціями, як Міжколеджійне товариство індивідуалістів (англ. Intercollegiate Society of Individualists) та National Review.
Лухноу був переконаний, що його співробітники були «недостатньо християнськими», і вирішив припинити діяльність Фонду Вільяма Волкера та замінити його «навчальним закладом нового типу», побудованим на міцній релігійній основі. На зборах співробітників у лютому 1962 року Лухноу розпочав обговорення своїх релігійних поглядів, зазначивши, що він володіє унікальною, але невизначеною духовною силою. «Влада, яку я маю, може здолати навіть Хрущова», — сказав Лухноу своїм співробітникам. «Хитрість полягає в тому, щоб налаштуватися на цю силу і дозволити їй працювати», — сказав він. Крім того, статут Фонду передбачав, що він має бути ліквідований через 30 років після смерті Волкера, тобто в 1962 році. Гоплін та Робінсон пояснюють таке положення статуту тим, що Вільям Волкер волів, щоб Фондом могли управляти лише ті, хто знав його особисто та його цінності.
Невдовзі після зборів співробітників у лютому 1962 року Лухноу підготував меморандум, в якому оголосив про припинення діяльності Фонду Вільяма Волкера. Він оголосив про свій намір звільнити більшість своїх співробітників і реорганізувати фонд в Центр американських досліджень. Разом із Айвеном Бірлі почав набирати новий, досить релігійний, персонал. «Намір Центру, — заявив Лухноу в прес-релізі, — полягає в тому, щоб оновити визнання американцями твердих переконань батьків-засновників у реальності Бога та необхідності звертатися до Божественного Провидіння для належного спрямування нашого уряду». Одним із перших, кого найняли до нової організації, був теолог Русас Рашдуні, з яким Бірлі познайомився коли той недовгий час працював у Фонді економічної освіти. Крім того, Центр найняв Вільяма Кауча, директора видавництва при Чиказькому університеті та редактора Енциклопедії Кольєра. У Центрі Кауч займався редагуванням Американської Енциклопедії. Бірлі та Лухноу сподівалися, що проект принесе дохід Центру, але він так і не знайшов прихильників за межами Центру.
Ще одним співробітником новоствореного Центру американських досліджень став історик Девід Хогган, який, відповідно до Маквайкера «обожнював Гітлера», а за словами Джексона «був молодим істориком з історією пронацистських настроїв». Центр також найняв історика Австрійської школи Ґері Норта. Скоро у Центрі виник конфлікт між Русасом Рашдуні та Айвеном Бірлі з релігійних питань. Крім того, в Центру почались проблеми через Девіда Хоггана. У 1961 році Хогган опублікував книгу в Західній Німеччині, як пише Джексон, у «неонацистському видавництві». Також, відповідно до Джексона, німецькі та американські історії вважали, що книга заснована на нацистській ідеології та сумнівних доказах. Джексон зазначає, що Центр поспішно намагався дистанціюватися від Хоггана, називаючи його «дослідником за сумісництвом», хоча Рашдуні публічно підтримав Хоггана.
Вільям Кауч, своєю чергою, боровся проти впливу Русаса Рашдуні та Девіда Хоггана у Центрі.З самого започаткування Центру американських досліджень Кауч попереджав своїх колег, що «Рашдуні є антикатоликом, антисемітом, антинегром, анти майже всіх», і що Рашдуні «підтримує Хоггана всіма можливими способами, а Хогган підтримував його». Після розголосу навколо Хоггана Кауч був засмучений «підтримкою, яку Фонд Вільяма Волкера та Центр американських досліджень надали Девіду Л. Хоггану та Р. Дж. Рашдуні — самовизнаним, через свої публічні заяви, симпатикам нацизму». Коуч вважав, що Центр припустився непростимої моральної помилки, відмежувавшись від Хоггана та Рашдуні лише після того, як їхні погляди були оприлюднені.
Лухноу, який на цей час вже був дуже хворим від низки інсультів, більше не міг розпоряджатися залишковими коштами Центру американських досліджень чи Фонду Вільяма Волкера. Центр американських досліджень закрився в 1963 році, а залишкові кошти Фонду Вільяма Волкера зрештою пішли до Інституту Гувера після позасудового судового врегулювання, досягнутого в 1978 році.
Лухноу помер 14 серпня 1978 року.

## Особисте життя
Гарольд Лухноу був одружений із Айлою Гілл Лухноу, яка померла у вересні 1972 року. У них було дві дочки: Бетті Лі та Мері Енн.